# Resolució 1379 del Consell de Seguretat de les Nacions Unides
La Resolució 1379 del Consell de Seguretat de les Nacions Unides fou adoptada per unanimitat el 20 de novembre de 2001. Després de recordar les resolucions 1261 (1999), 1265 (1999), 1296 (2000), 1306 (2000), 1308 (2000), 1314 (2000) i 1325 (2000), el Consell va considerar disposicions per protegir els nens durant les operacions de manteniment de la pau i va demanar al secretari general de les Nacions Unides que identifiqués parts en conflictes que utilitzessin o reclutessin nens soldat.
Abans de l'adopció de la Resolució 1379, el primer nen a parlar en el Consell de Seguretat, un ex soldat a Sierra Leone, va instar al cos a fer tot el possible per ajudar els joves obligats a lluitar en situacions de conflicte armat arreu del món.

## Resolució

### Observacions
El Consell de Seguretat va reconèixer l'impacte dels conflictes armats sobre els nens i les seves conseqüències sobre la pau, la seguretat i el desenvolupament. Va manifestar el seu compromís d'abordar l'impacte dels conflictes armats sobre els nens i va subratllar la necessitat que totes les parts interessades compleixin les disposicions de la Carta de les Nacions Unides i el dret internacional.

### Actes
El Consell es va comprometre a considerar la protecció dels nens en els conflictes armats quan es discuteix qüestions amb què es va prendre el Consell, i les disposicions per protegir els nens en considerar els mandats de les operacions de manteniment de la pau. Va donar suport a la tasca del Secretari General, el Representant Especial del Secretari General per a la Infància i els Conflictes Armats, el Fons de les Nacions Unides per a la Infància, l'Alt Comissionat de les Nacions Unides per als Refugiats, l'Oficina de l'Alt Comissionat de les Nacions Unides per als Drets Humans i d'altres. Es va destacar la importància de l'accés sense restriccions a les organitzacions humanitàries a les zones de conflicte, especialment per als grups vulnerables. També abordarà l'impacte de les sancions sobre els nens. A més, el Consell pretenia considerar les connexions entre els conflictes armats i el terrorisme, el comerç il·legal de minerals preciosos, el tràfic il·lícit d'armes i altres activitats delictives.
Totes les parts en conflicte armat van ser convocades a:
(a) respectar els instruments internacionals relacionats amb els nens en conflictes armats;
(b) protegir i proporcionar assistència a refugiats i desplaçats interns;
(c) promoure i protegir els drets de les nenes en conflictes armats;
(d) respectar els compromisos assumits davant el Representant Especial del Secretari General per a la Infància i els Conflictes Armats;
(e) proporcionar protecció als nens en els acords de pau.
També es va demanar a tots els Estats membres, el secretari general, els òrgans de les Nacions Unides i diverses organitzacions internacionals que tractessin la protecció dels nens i nens soldats en zones de conflicte armat. Es va demanar al secretari general Kofi Annan que presentés un informe abans del 31 d'octubre de 2002 sobre l'aplicació de la resolució actual i que incloïa a les parts implicades en conflictes armats que reclutessin als nens en violació de les seves obligacions internacionals; posteriorment es van nomenar 23 parts.